# Actinopyga mauritiana
Actinopyga mauritiana е вид морска краставица от семейство Holothuriidae. Видът е световно застрашен, със статут Уязвим.

## Разпространение и местообитание
Разпространен е в Австралия, Американска Самоа, Бруней, Вануату, Виетнам, Гуам, Джибути, Египет, Еритрея, Индия, Индонезия, Камбоджа, Кения, Кирибати, Китай, Коморски острови, Мадагаскар, Майот, Малайзия, Малки далечни острови на САЩ, Мианмар, Микронезия, Мозамбик, Науру, Ниуе, Нова Каледония, Острови Кук, Палау, Папуа Нова Гвинея, Реюнион, Самоа, САЩ (Хавайски острови), Северни Мариански острови, Сейшели, Сингапур, Соломонови острови, Сомалия, Судан, Тайланд, Танзания, Тонга, Уолис и Футуна, Фиджи, Филипини и Шри Ланка.
Среща се на дълбочина от 0,9 до 27 m, при температура на водата от 22,9 до 28,8 °C и соленост 34,2 – 36,6 ‰.

## Описание
Популацията на вида е намаляваща.